# FK Napredak Kruševac
FK Napredak srbijanski je nogometni klub iz Kruševca. Osnovan je 1946., spajanjem triju klubova: Zakić, Badža i 14. oktobar. Prvu službenu utakmicu klub je odigrao protiv FK Makedonija iz Skoplja, u siječnju 1947.

## Vanjske poveznice
- Službene stranice kluba